# Dušan Korać
Dušan Korać, srbski general, * 7. januar 1920, † 13. marec 1998.

## Življenjepis
Pred vojno je končal Vojnotehniško šolo v Kragujevcu, kjer se je seznanil s komunizmom. Leta 1940 je postal član KPJ, naslednje leto pa je vstopil v NOVJ. Med vojno je bil politični komisar več enot.
Po vojni je bil politični komisar armade, vojnega letalstva in zračne obrambe, poveljnik divizije, poveljnik vojnega področja, načelnik štaba armade, načelnik III. uprave in pomočnik načelnika Generalštaba JLA, glavni inšpektor Glavnega inšpektorata JLA,...
Končal je šolanje na VVA JLA.